# Pretty Little Head
Pretty Little Head è una canzone di Paul McCartney, scritta da lui ed Eric Stewart, apparsa sul suo album Press to Play (1986).

## Il brano
Pretty Little Head è una delle tante tracce di Press to Play firmate McCartney-Stewart; le altre sono Stranglehold, Footprints, Move Over Busker, Angry, However Absurd, e, pubblicate solo sul CD, Write Away e Tough on a Tightrope. Questa canzone, prodotta dall'ex-beatle ed Hugh Padgham, venne registrata, come buona parte dell'LP, tra marzo e maggio 1985, nello studio privato di Macca nel Sussex, e venne mixata nei primi due mesi dell'anno seguente. Press to Play, insuccesso critico e relativamente mediocre per il musicista nelle vendite, venne pubblicato il 1º settembre 1986 nel Regno Unito ed il 19 dello stesso mese negli Stati Uniti. Pretty Little Head appare come seconda traccia del lato B (la settima in totale), venendo posta fra il singolo Press e la traccia Move Over Busker.

## Il singolo
Pretty Little Head venne pubblicata su singolo (il 38° del bassista) il 27 ottobre 1986. La versione da 7" presenta al lato B Wirte Away, anch'esso firmato con Eric Stewart; sull'etichetta dell'SP, circa il lato A è scritto "[Estratto] dall'album", mentre sul lato B "dal CD", poiché appare solo nell'edizione su compact disc di Press to Play. La prima facciata appare in una versione più breve rispetto a quella dell'LP, poiché si passa da 5:11 a 3:50: infatti si tratta del remix di Larry Alexander. Sempre il 27, il singolo venne pubblicato su 12"; in questo caso, il lato A contiene il mixaggio realizzato da John Potoker, della durata di 6:56, Write Away, e, come traccia aggiuntiva, il mix di Alexander di Angry, che dura 3 secondi in più rispetto alla versione dell'album, quindi si passa da 3:33 a 3:36. Siccome il singolo non riscuoteva affatto successo, il 17 novembre venne pubblicato il primo singolo di Paul McCartney su audiocassetta. I numeri di serie del 7", del 12" e dell'audiocassetta, erano, rispettivamente R 6145, 12 R 6145 e TC R 6145.
Per promuovere il 45 giri, venne realizzato un videoclip, che presentava una trama molto simile a quella di She's Leaving Home; Macca fa solo un cameo, filmato a Londra il 18 ottobre; questo apparve su The McCartney Years (2007). Il singolo, pubblicato con una fotografia di copertina scattata da Linda Eastman, rimase al di fuori delle classifiche inglesi, che allora arrivava fino al 75º posto; negli States, invece, l'unica pubblicazione dell'SP è rappresentata da un singolo radiofonico a 12", che presentava solo il "Rock Radio Remix" di Pretty Little Head di Alexander.